# Krčedin
Krčedin (cyr. Крчедин) – wieś w Serbii, w Wojwodinie, w okręgu sremskim, w gminie Inđija. W 2011 roku liczyła 2429 mieszkańców.